# 蔵王橋 (長岡市)
蔵王橋（ざおうばし）は、新潟県長岡市の信濃川に架かる、橋長808.0 m、幅員12.5 mを有する国道352号（重用：国道403号）の桁橋。初代の橋は1958年（昭和33年）に竣工され、現在の橋は1994年（平成6年）11月竣工。2車線で両側には歩道を有する。

## 概要
当橋梁の下流側には北陸自動車道の信濃川橋が、上流側には国道8号長岡バイパスの長岡大橋が架橋されている。
- 橋長 - 808.0 m
  - 最大支間長 - 92.0 m
- 幅員 - 12.5 m
  - 車道 - 7.50 m
  - 歩道 - 両側2.50 m

## 歴史
初代蔵王橋は、延長815 mの橋梁で、橋名の由来は昔、長岡に隣接する幕府領蔵王村があり、長岡城築造以前には全国的にも珍しい、平城の蔵王堂城があったことなどに因み、蔵王橋と命名された。古くは蔵王 - 槙山の往来は「渡し船」により行われていたが、1921年（大正10年）頃から発動機を取り付けた渡船の営業が行われ、その後県道に認定され、渡船も県営となったため無料開放となった。
産業の発展に伴い交通も活発になり、1928年（昭和3年）に県議会で蔵王橋の架設が議決され、翌年（1929年）には流水部の橋脚が完成したものの、満州事変等の影響から物価高となり工事は遅々として進まず、1936年（昭和11年）にようやくトラス橋部分が完成し、両端に木造の斜路を造って供用を開始した。
その後洪水に見舞われ、木造部の流出や通行止めなどの被害を再三に受けたため、1952年（昭和27年）に左岸側を、1957年（昭和32年）には右岸側もコンクリート橋に改良した。
30年間の長期に亘り完成された蔵王橋も、車輌の大型化や交通量の増大、さらには老朽化もあったため、旧蔵王橋から信濃川下流側の位置へ新たに橋を建設し、1988年（昭和63年）度に橋の本体工事に着手し、1994年（平成6年）に現在の蔵王橋が完成し供用開始となった。
旧蔵王橋を供用中に現在の蔵王橋を建設したため、弧を描く形で両端の道路に接続する造形となっている。

## ギャラリー

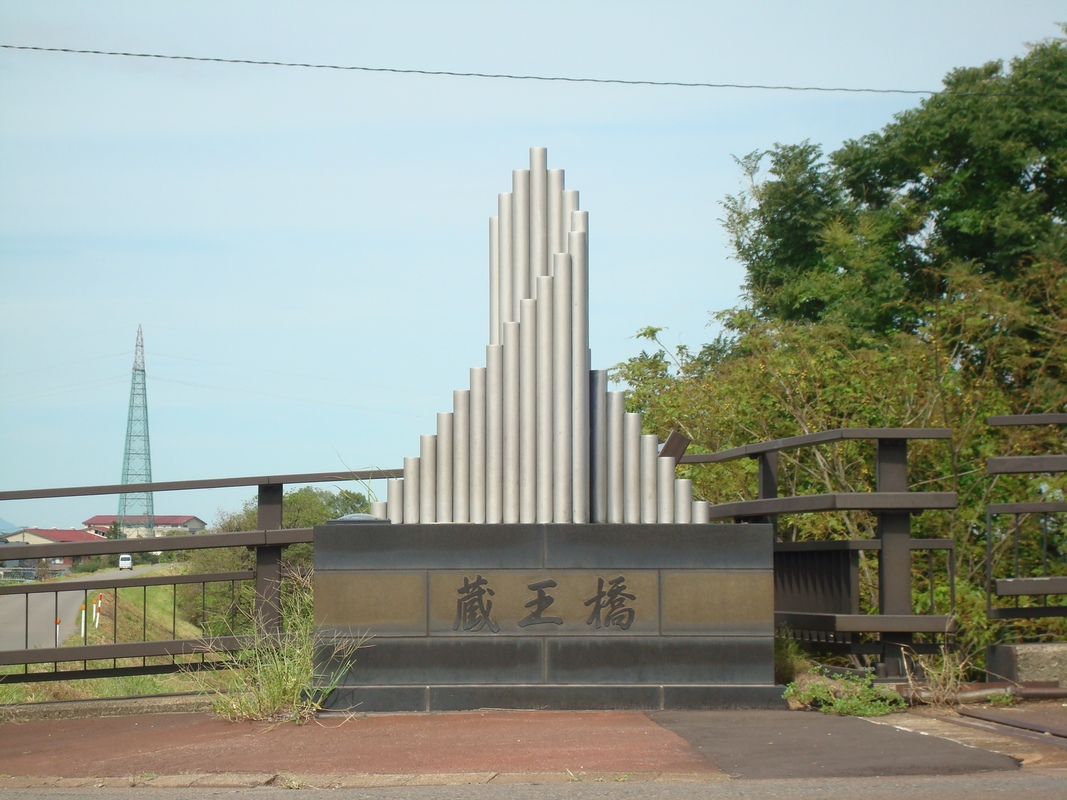
蔵王橋両端に設置されているモニュメント